# Euploea baweana
Euploea baweana är en fjärilsart som beskrevs av Hans Fruhstorfer 1905. Euploea baweana ingår i släktet Euploea och familjen praktfjärilar. Inga underarter finns listade i Catalogue of Life.